# Sapphire Gainor
Sapphire Gainor (født 5. april 1985) er en dansk TV-værtinde, skuespiller, sangerinde og freelance-model. 
Hun er opvokset i Svendborg, Stenlille og Maryland, og er uddannet på Calderdale College i 2004 som danser. 
Hun er kendt som en af værtinderne på SBS Net's Game Shows, har lavet en del kommercielt modelarbejde, og fremstod på coveret af Baby Woodroses album Love Comes Down fra 2006.
Hendes fulde navn er Niobe Sapphire Annabelle Sofia Gainor.